# Grune
Grune is een plaats en deelgemeente van de Belgische gemeente Nassogne.
Grune ligt in de provincie Luxemburg en was tot 1 januari 1977 een zelfstandige gemeente was.

## Demografische ontwikkeling
- Bronnen:NIS, Opm:1831 tot en met 1970=volkstellingen, 1976= inwoneraantal op 31 december

## Bezienswaardigheden
Grune heeft een kasteel dat in 1613 werd gebouwd.
Deelgemeenten: Ambly · Bande · Forrières · Grune · Harsin · Lesterny · Masbourg · Nassogne

Overige dorpen: Charneux · Chavanne · Mormont

Belgische gemeenten · Arrondissement Marche-en-Famenne · Luxemburg · Wallonië